# T Arae
T Arae är en halvregelbunden variabel av SRB-typ i stjärnbilden Altaret. 
Stjärnan varierar mellan visuell magnitud +8,9 och 9,8 med en period av 170 dygn.